# Aleksandar Bošković
Aleksandar Bošković (Zemun, 5 de junio de 1962), es un antropólogo social de la ex Yugoslavia, que ha publicado veinte libros (escritos y editados) y varios cientos de artículos y reseñas de libros sobre historia y teoría de la antropología, desde una perspectiva transaccionalista y comparativa. En 2018/2019 fue investigador en el Instituto de Estudios Avanzados (Institut d'Études Avancées) de Lyon. Junto con su colega y profesor de economía John Hamman (Florida State University), Bošković organizó una conferencia de dos días sobre racionalidad, en la Universidad de Lyon, del 10 al 11 de abril de 2019.

## Estudios y primeras obras

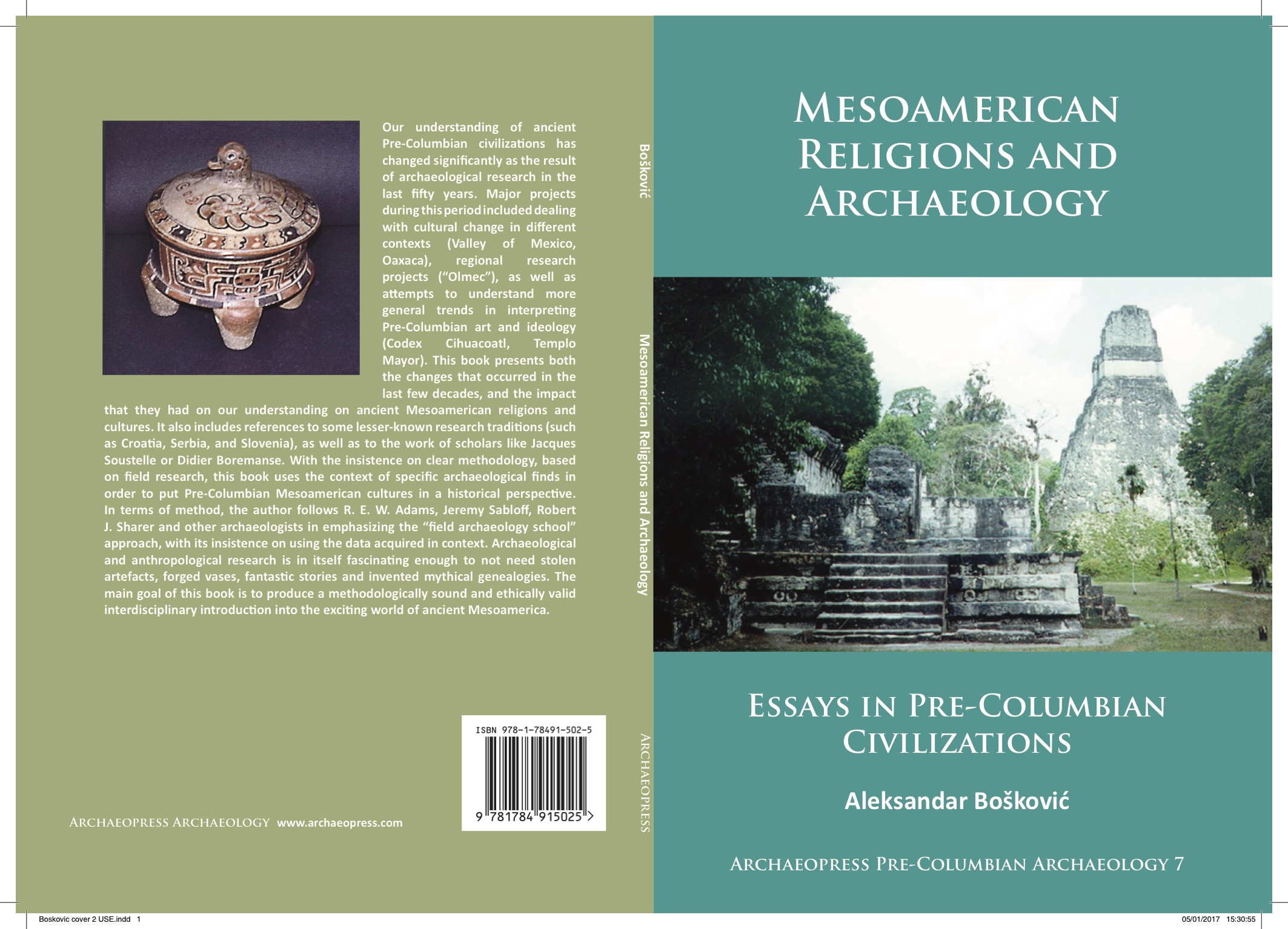
Cubierta del libro Mesoamerican Religions and Archaeology

Nacido en Zemun, Yugoslavia, Bošković estudió filosofía en Belgrado entre 1982 y 1990. Durante sus estudios, estuvo principalmente interesado en la obra de Ernst Cassirer (1874–1945), pero en ese momento también "descubrió" a Paul Feyerabend (1924–1994), quien será una influencia duradera. Aleksandar pasó algunos años en el llamado periodismo "prodemocrático" en Yugoslavia (1983–1990), trabajando como editor de política exterior y miembro del Consejo Editorial de la revista semanal de Belgrado Student (1984/1985) y escribiendo para casi todas las principales revistas yugoslavas (principalmente con sede en Belgrado) entre 1984 y 1990. Los textos periodísticos y las entrevistas de Aleksandar trataron temas políticos (entrevistó a algunos de los antiguos filósofos de la Escuela Praxis, incluidos Gajo Petrović, Svetozar Stojanović y Mihailo Marković), pero también temas culturales, cómics y ciencia ficción. 
Sus primeras publicaciones académicas fueron influenciadas por el interés en el estudio del mito y la religión, especialmente a través de las perspectivas ofrecidas por Joseph Campbell (1904-1987) y Mircea Eliade (1907-1986). Como conclusión de varias décadas de interés en el estudio del mito, editó el Diccionario de deidades y seres míticos del mundo (en serbocroata; coeditado con Milan Vukomanović y Zoran Jovanović), un trabajo de referencia de un solo volumen. con 14 colaboradores, cubriendo la mitología no clásica. Bošković contribuyó con más de 150 entradas, incluidas todas las de Australia, Mesoamérica, África, los celtas y algunas de Medio Oriente y Mesopotamia (Baal, Gilgamesh, Ziusudra) e India (Ganesha, Parvati, Rudra, Shiva). 
Algunos de sus primeros textos se centraron en las antiguas religiones mesoamericanas (especialmente mayas y mexicas / aztecas ). En 1990, Bošković se trasladó a la Universidad de Tulane en Nueva Orleans para estudiar antropología con Munro S. Edmonson [1924–2002]. El trabajo de campo en Guatemala en 1991 se inspiró en el interés por la cerámica maya clásica, pero este interés disminuyó gradualmente, principalmente debido a la insatisfacción de Bošković con el "enfoque histórico directo" dominante en los estudios mesoamericanos y la tendencia de algunos antropólogos a utilizar material saqueado de los sitios. Sin embargo, continuó ocasionalmente revisando libros sobre este tema, especialmente para la revista Anthropos. Se mantuvo en contacto con varios arqueólogos mayas prominentes, como Richard E.W. Adams (1931–2015), arqueólogo estadounidense que enseñó en la Universidad de Texas en San Antonio, que influyó en Bošković con su perspectiva general y rigor metodológico; y también con el principal mayanista francés de la época, Claude-François Baudez (1932–2013), del CNRS (Centro nacional de investigación científica). El interés en Mesoamérica fue revisado en un libro publicado por Archaeopress en 2017, Mesoamerican Religions and Archaeology. El libro incluye varios ensayos de revisión, incluidos capítulos sobre El significado de los mitos mayas,  Grandes Diosas aztecas, y formas de interpretar el Codex Borbonicus (o Codex Cihuacoatl). 
Bošković defendió la tesis de maestría (supervisada por Munro S. Edmonson), "William Robertson Smith y el Estudio Antropológico del Mito", en la Universidad de Tulane en abril de 1993. De Nueva Orleans se fue a hacer un doctorado en la Universidad de St Andrews en Escocia. Este movimiento fue motivado por el interés en la antropología contemporánea, combinado con el enfoque interpretativo, al cual llegó a través de la influencia de Clifford Geertz (1926–2006). En St. Andrews, fue supervisado por Ladislav Holy (1933-1997). Holy demostró ser una gran influencia en la investigación de Bošković con su versión del individualismo metodológico. Después de la enfermedad de Holy, Bošković fue supervisado por Nigel J. Rapport y defendió su Ph.D. tesis (Construyendo el género en la antropología contemporánea) el 1 de noviembre de 1996. La parte etnográfica de la tesis se centró en los grupos feministas en Eslovenia. Metodológicamente, algunas de las conclusiones fueron influenciadas por el enfoque interpretativo crítico de Ladislav Holy, así como por la antropología de género de Marilyn Strathern y Henrietta L. Moore, especialmente considerando el género como una construcción social y cultural.
Mientras estaba en St. Andrews, Bošković conoció a un brillante lingüista en el Departamento de Antropología Social, Sándor Hervey (1942–1997) y leyó ediciones críticas de Cours de linguistique générale de Ferdinand de Saussure (1857–1913). El concepto de Saussure del signo lingüístico también demostró ser una influencia importante en su trabajo.

## Carrera académica
Bošković enseñó su primer curso académico en la Universidad de St Andrews en el período de Martinmas de 1994 ("Civilizaciones precolombinas mesoamericanas", a nivel de honores), y comenzó a enseñar a tiempo parcial en la Facultad de Ciencias Sociales de la Universidad de Liubliana en el año 2000 (cursos " Antropología contemporánea" y " Antropología y feminismo ", a nivel de maestría). Sin embargo, su experiencia docente más importante fue cuando se mudó al Departamento de Antropología de la Universidad de Brasilia, donde fue influenciado por el concepto de antropología de estructura horizontal de Mariza Peirano y Roberto Cardoso de Oliveira (1928-2006). (Esto luego influirá en su interés en "World Anthropologies". ) En Brasilia, Bošković impartió cursos sobre género, mito, teoría antropológica, América Latina, pero también comenzó a desarrollar cierto interés en el concepto de Europa, ya que en realidad fue contratado como "Profesor visitante de Etnología Europea". Su monografía sobre Mesoamérica ( Religiones y arqueología mesoamericanas: Ensayos sobre civilizaciones precolombinas ) fue publicada por Archaeopress en enero de 2017.
Tras la invitación de Robert J. Thornton, en febrero de 2001, Bošković se trasladó a la Universidad de Witwatersrand ( Johannesburgo, Sudáfrica ) en la Beca de Investigación Post-Doctoral. Allí también impartió cursos sobre religión, mito y etnicidad. Mientras estuvo en Johannesburgo, tuvo la suerte de conocer (y tener la oportunidad de discutir la antropología con) WD Hammond-Tooke (1926–2004), el último de los grandes antropólogos sudafricanos del siglo XX. En 2003, Bošković fue contratado como profesor titular en el Departamento de Antropología de la Universidad de Rhodes, un departamento que Hammond-Tooke ayudó a establecer durante la década de 1960. En Rhodes, Bošković desarrolló aún más sus intereses en la historia y la teoría de la antropología. Este departamento proporcionó un entorno académico brillante, con colegas como Chris de Wet, Robin Palmer, Penny Bernard, entre otros. Además, su interés en la historia y la teoría de la antropología dio como resultado la publicación de varios libros. Su libro Myth, Politics, Ideology se publicó a fines de 2006 en Belgrado, y cubrió diferentes aspectos teóricos del estudio de los mitos, entendidos (en el sentido de Raymond Aron) como parte de la ideología. El libro también incluyó varios capítulos sobre diferentes aspectos de las religiones mesoamericanas, algunos en versiones revisadas de sus publicaciones originales, y otros inéditos. Esto también coincidió con el interés de Bošković en el estudio de la etnicidad y el nacionalismo, y su visión general de que el multiculturalismo es un componente esencial de todas las sociedades humanas. Algunos de estos aspectos fueron discutidos mientras era invitado en la Universidad de Oslo en 2007, tras la invitación de un amigo y colega, Thomas Hylland Eriksen.
Aleksandar Bošković fue invitado a enseñar en el Departamento de Etnología y Antropología de la Facultad de Filosofía de Belgrado en 2009. Comenzó a impartir cursos relacionados con la historia y la teoría en antropología, principalmente debido a la recepción favorable de su libro introductorio en antropología, publicado en 2010. En 2012, el Senado de la Universidad de Belgrado lo eligió como profesor titular, por lo que enseña a tiempo completo en el Departamento desde el 1 de enero de 2013. También es profesor de antropología en la Universidad de Donja Gorica en Montenegro. Entre 2003 y 2019 trabajó en el Instituto de Ciencias Sociales de Belgrado, donde fue (mayo de 2009 a febrero de 2017) Jefe del Centro de Estudios Políticos e Investigación de Opinión Pública. Desde el 1 de octubre de 2019, Bošković es investigador científico principal en el Instituto Arqueológico de Belgrado, con el proyecto Viminacium.
Entre 2000 y 2014, Aleksandar Bošković fue profesor en el Programa de Postgrado en Antropología de la Facultad de Ciencias Sociales (FDV), Universidad de Ljubljana (Eslovenia). Desde agosto de 2016, es el editor de la serie de libros de EASA. Junto con Han Vermeulen, fue co-coordinador de la Red de Historia de la Antropología de la EASA (2016-2018).

## Implicación con los derechos humanos
En 2006, Aleksandar Bošković trabajó brevemente como Director del Programa (a cargo de la justicia de la transición) en el Centro de Derecho Humanitario de Belgrado. El interés por los derechos humanos siguió a sus críticas al nacionalismo y la violencia y lo llevó a su continua colaboración con otras organizaciones de derechos humanos en Serbia en la década de 1990 (como el Comité de Helsinki para los Derechos Humanos). Bošković también trabajó para el PNUD en Belgrado en varios contratos a corto plazo, nuevamente en temas relacionados con la justicia de la transición. A lo largo de este período, ha sido un crítico abierto del nacionalismo, así como de todas las demás prácticas y tendencias totalitarias y discriminatorias dentro de la sociedad serbia. A mediados de la década de 1990, Bošković utilizó el concepto emergente de Realidad Virtual para referirse a las formas en que las élites políticas de Serbia (así como otras sociedades post-yugoslavas) entendían la realidad y el mundo entre ellas. Varios de sus artículos sobre este tema fueron publicados en el Canadian Journal for Political Theory y ampliamente leídos. La sugerencia hecha en sus escritos fue que los observadores y diplomáticos extranjeros que intentaran comunicarse con los líderes serbios tendrían mucho más éxito si fueran conscientes del concepto de realidad virtual, ya que la realidad en la que creían los líderes políticos locales no tenía conexión con lo que es de ordinario considerado como real. 
Siguiendo su interés en el psicoanálisis, Bošković utilizó el concepto de Christopher Bollas del "estado mental fascista" para hablar sobre la situación política y social en Serbia, en un ensayo publicado en el semanario de Belgrado Novi magazin, el 15 de junio de 2017.
Al considerar implicaciones más amplias de la persuasión del pensamiento y las ideas de inspiración nacionalista, organizó una mesa redonda de debate dedicada a Benedict Anderson (1936-2015), en el Instituto de Ciencias Sociales de Belgrado. Esto fue al menos en parte debido a la influencia que las ideas de Bruce Kapferer tuvieron sobre él. Bošković también publicó un artículo sobre estudios antropológicos de mitos y nacionalismo en 2013, en la revista de antropología más antigua del mundo, Zeitschrift für Ethnologie, como un artículo de revisión del principal libro de Kapferer. Entre las contribuciones publicadas más recientes, también hay un capítulo que trata sobre la problemática relación de Serbia con su propio pasado y la incapacidad de las élites del país para aceptar su pasado nacionalista. Este documento se basa en una presentación de la conferencia celebrada en Landskronna (Suecia), a principios de junio de 2012. El título del capítulo es "Serbia y el excedente de la historia: ser pequeño, grande y pequeño otra vez".

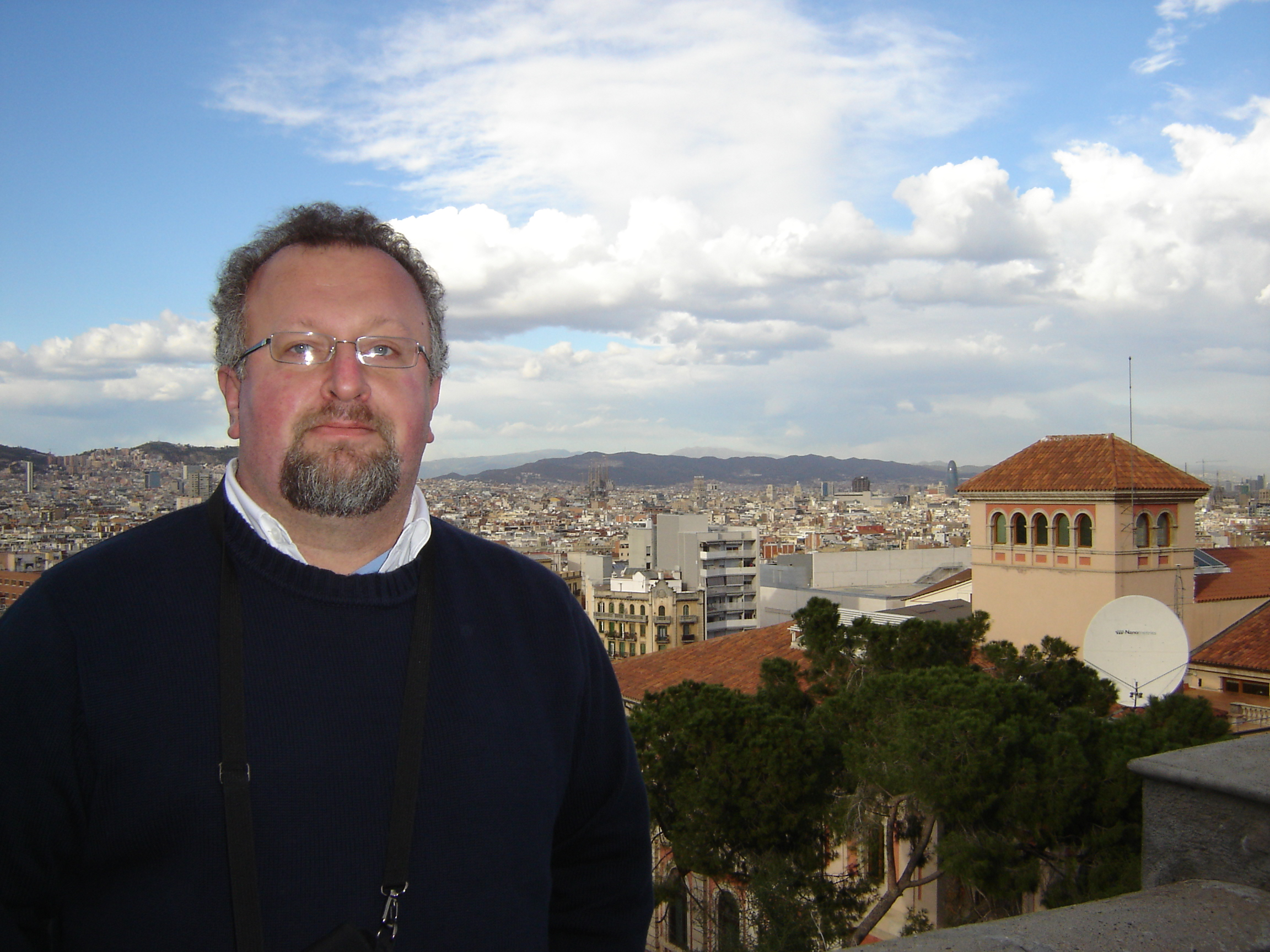
Bošković en Barcelona.

En relación con la actitud política que presupone el rechazo de todas las formas de discriminación e intolerancia, y siguiendo su investigación sobre género para su tesis doctoral, Bošković también contribuyó con una entrada "Imágenes de género y sexualidad en el sur de África" para The Wiley Blackwell Encyclopedia de Estudios de Género y Sexualidad, así como (con su colega del Instituto de Ciencias Sociales, Suzana Ignjatović) sobre "Igualdad de género en Serbia".

## Docencia e investigación
Enseña Teorías Etnológicas y Antropológicas y Religión Comparada (curso de segundo año) a nivel de pregrado, Metodología a nivel de Maestría e Historia de la Antropología a nivel de Doctorado. 
Bošković editó un volumen Antropologías de otras personas: práctica etnográfica en los márgenes (Nueva York y Oxford: Berghahn Books, 2008; edición de bolsillo en 2010), un libro que recibió buenas críticas y se está utilizando como trabajo de referencia sobre el tema. El libro presentó una contribución importante al creciente campo de las "Antropologías del mundo", ya que se ocupó de diferentes tradiciones antropológicas nacionales / regionales (incluyendo los casos ruso, holandés, búlgaro, keniano, argentino, turco, camerunés, japonés, yugoslavo, noruego y brasileño), todos ellos ubicados fuera de las llamadas "tradiciones antropológicas centrales" (o dominantes) (angloamericanas, francesas y alemanas). Sin embargo, mejor conocido en serbocroata (y en la antigua región yugoslava) es su libro Kratak uvod u antropologiju [Una breve introducción a la antropología], publicado a finales de 2010 por Jesenski i Turk en Zagreb (Croacia). La edición serbia del libro fue publicada en abril de 2010, basada en una serie de conferencias impartidas en el Centro Cultural Rex. En 2014, publicó un libro en Serbia sobre perspectivas antropológicas
Como resultado de su larga colaboración con el Instituto Max Planck de Antropología Social, Aleksandar Bošković también coeditó un volumen sobre el desarrollo de antropologías / etnologías en el sureste de Europa entre 1945 y 1991, con Chris Hann, en el que también contribuyó con una Postdata. También publicó un ensayo de revisión sobre los usos de la elección racional en antropología en Ethnos en 2012 (con Suzana Ignjatović). El interés en la racionalidad también resultó en el proceso de ayudar a Suzana Ignjatović a organizar un Simposio sobre Individualismo en el Instituto de Ciencias Sociales de Belgrado, el 20 de octubre de 2017. El Simposio dio como resultado el volumen editado, con colaboradores internacionales como Walter Block, Veselin Vukotić, y Patrick Laviolette. Este evento también recibió atención (y formó una parte importante en la historia principal) en una de las principales revistas de noticias serbias.

## Obras seleccionadas en inglés
- William Robertson Smith (2021)
- Anthropology and Nationalism. American Anthropologist 121 (2019)
- Mesoamerican Religions and Archaeology: Essays in Pre-Columbian Civilizations (2017)
- The Anthropological Field on the Margins of Europe, 1945–1991 (2013, ed. w/Chris Hann)
- Other People's Anthropologies: Ethnographic Practice on the Margins (2008/2010, ed.)
- Serbia and the surplus of history: Being small, large, and small again, in Small Countries: Structures and Sensibilities (2017, eds. Ulf Hannerz and Andre Gingrich)
- Globalization and its discontents, in Globalizacija i izolacionizam (2017, ed. Veselin Vukotić et al.)
- Gender equality in Serbia (w/Suzana Ignjatović), in Gender Equality in a Global Perspective (2017, eds. Anders Örtenblad, Raili Marling and Snježana Vasiljević)
- Serbia and the Surplus of History: Being Small, Large, and Small Again, in Small Countries: Structures and Sensibilities (2017, eds. Uff Hannerz and Andre Gingrich)
- Escape from the future: Anthropological practice and everyday life, in Balkan Heritages (2015, eds. Maria Couroucli and Tchavdar Marinov)
- A very personal anthropology of Mary Douglas Anthropological Notebooks 22 (2016)
- Socio-cultural anthropology today: An overview Campos 6 (2005)
- Anthropological perspectives on myth Anuário Antropológico 99 (2002)
- Great Goddesses of the Aztecs: Their meaning and functions Indiana 12 (1995)